# La Brea (Trinidad und Tobago)
La Brea ist eine Ortschaft auf der karibischen Insel Trinidad in Trinidad und Tobago.

## Geographie
La Brea liegt im Südwesten der Insel Trinidad in der Verwaltungsregion Siparia. Der Ort liegt auf einer Landzunge am Golf von Paria, eingebettet zwischen die langgestreckten Buchten Guapo Bay und Otaheite Bay. Die nächstgrößeren Städte sind das elf Kilometer südwestlich gelegene Point Fortin und das 25 Kilometer nordöstlich gelegene San Fernando.

## Geschichte
Der Name des Ortes (spanisch brea für Pech, Teer) stammt vom La Brea Pitch Lake, einem natürlichen Aspaltvorkommen (Asphaltsee). Dieser war bereits den spanischen Kolonialherren des 16. Jahrhunderts bekannt, die die Region „Tierra de Brea“ nannten. Walter Raleigh besserte hier 1595 und 1617 Schiffe seiner Expeditionsflotten aus. Zwischen 1617 und 1797 wurde der Ort La Brea gegründet. Der Teersee wurde zu dieser Zeit noch nicht wirtschaftlich genutzt, vielmehr wurden Zucker und Kaffee angebaut. Eine erste Raffinerie für den Teer wurde 1792 auf Geheiß des Gouverneurs José María Chacón errichtet. Der Zuckeranbau war der bedeutendste Wirtschaftsfaktor; der Ort war der bedeutendste Zuckerproduzent der Insel, und als die Briten 1797 die Herrschaft über Trinidad übernahmen und eine Inventur der Insel durchführten, verfügte der Ort über 20 Zuckermühlen, drei Kaffeemühlen, sechs Rumdistillerien und einen Hafen; zu diesem Zeitpunkt umfasste die Bevölkerung des Ortes 555 Personen. Die kommerzielle Ausbeutung des Teersees begann 1850 durch Thomas Cochrane, der die Nutzungsmöglichkeiten des Teers erforschte, was zunächst in ein Patent für den Antrieb von Dampfschiffen durch Verfeuern von Bitumen mündete. Nachdem der deutschstämmige Conrad Stollmeyer in den Betrieb eingestiegen war, konzentrierte man sich auf den Verkauf von Teer für den Straßenbau. Der Ort florierte; 1900 betrug die Einwohnerzahl knapp über 1000, 1921 bereits 2616. Zwischen 1920 und 1960 war La Brea ein Zentrum der trinidadischen Ölindustrie, und die höchste Einwohnerzahl des Ortes wurde 1960 mit 4848 gemessen. Mit dem Niedergang der Öl- und Asphaltindustrie sanken Bedeutung und Einwohnerzahl des Ortes.

## Wirtschaft
Größter Arbeitgeber des Ortes ist die Firma Lake Asphalt of Trinidad and Tobago (1978), die den Asphalt des Sees abbaut. Im Stadtteil Brighton westlich und nördlich des Sees ist mit dem La Brea Industrial Estate ein Industriegebiet angesiedelt, in dem sich unter anderem Zuliefererbetriebe der Lake Asphalt sowie ein von der trinidadischen Hafenbehörde betriebener Tiefseehafen befinden.